# Protium yunnanense
Protium yunnanense är en tvåhjärtbladig växtart som först beskrevs av Hu Hsien-Hsu, och fick sitt nu gällande namn av Cornelis Kalkman. Protium yunnanense ingår i släktet Protium och familjen Burseraceae. Inga underarter finns listade i Catalogue of Life.